# Nazionale maschile di beach soccer della Bulgaria
La nazionale di beach soccer della Bulgaria rappresenta la Bulgaria nelle competizioni internazionali di beach soccer.